# Grube Gitter-Georg
Die Grube Gitter-Georg ist ein ehemaliges Eisenerzbergwerk im Süden des Peine-Salzgitter-Reviers. Das Bergwerk wurde ab 1954 auch unter dem Namen Verbundbergwerk Georg geführt. 1868 wurde erstmals im Gebiet der Grube beim heutigen Stadtteil Salzgitter-Gitter Eisenerz abgebaut. Ab 1937 wurde die Grube in erheblichem Umfang ausgebaut. Zum Verbundbergwerk gehörten die Schächte bzw. Schachtanlagen Galberg, Gitter, Georg, Johannes, Anna und ab 1954 die Finkenkuhle. Die Förderung wurde 1965 eingestellt.

## Geologie
Die Eisenerzlagerstätte lag zwischen den Stadtteilen Salzgitter-Bad, Salzgitter-Gitter und Salzgitter-Ringelheim. Das Erzlager erstreckte sich bis zum Tal der Innerste und hatte eine Länge von 5 km, eine mittlere Breite von 2,56 km und eine Fläche von 12,9 km². Im Bereich von Salzgitter-Bad (an der Finkenkuhle) und Salzgitter-Gitter (auf dem späteren Gelände des Schachtes Gitter) trat das Lager zu Tage. Nach Südwesten fiel das Lager steil ein, im Bereich der Ringelheimer Lagerstätte bis auf eine Tiefe von 1000 bis 1400 Metern.
Die Lagerstätte gehörte zu den Unterkreideerzen von Salzgitter, die sich in der Neokomzeit durch wiederholte Ablagerungen in den küstennahen Bereichen gebildet hatten. Durch spätere Gebirgsbewegungen wurde das Lager steil aufgerichtet und stark verworfen. Das Erzlager bestand aus verschiedenen, räumlich getrennten Lagerstättenteilen, die eine Erschließung durch mehrere Schächte notwendig machte.
Die Mächtigkeit der Lagerstätte schwankte sehr stark. Im Bereich von Gitter war das Erz nur wenige Meter mächtig und wechselte hier mehrfach mit taubem Gestein. Der bei Ringelheim gelegene größte Teil des Erzlagers wurde erst 1919/21 entdeckt, hier reicht das Erzlager bis zu einer Tiefe von 1400 Metern und war stellenweise über 100 Meter mächtig. Der Fe-Gehalt bewegte sich zwischen 28 % und 34 %, in der Mehrheit lag er bei 30–31 %, der Kieselsäureanteil lag bei über 20 %. Wegen zu geringer toniger Bindemittel war das Georg-Erz nicht nasstechnisch aufbereitbar und wurde – im Gegensatz zu den Erzen der Finkenkuhle und aus Gitter – zur Aufbereitung direkt der Erzvorbereitung (Sinteranlage bei Salzgitter-Heerte) zugeführt.

## Geschichte bis Mitte 1937
Erzfunde im Salzgitter-Gebiet sind schon seit der römischen Kaiserzeit bekannt. Als Beleg dafür steht ein bei Lobmachtersen gefundener Rennofen aus dem 4. Jahrhundert, in dessen Schlacken Erze aus verschiedenen Fundstellen im Umland nachgewiesen wurden.
Die erste Erwähnung des Gittererzes stammt aus dem Jahr 1687, als dem späteren Hildesheimer Fürstbischof Jobst Edmund von Brabeck (1688–1702) eine Bergbauberechtigung auf einen Stollen bei Gitter verliehen wird. Von Brabeck hatte 1682 bei Kunigunde (einem Ortsteil von Dörnten) an der Innerste ein Eisenhüttenwerk errichtet, für das er die Erze aus der nahen Umgebung bezog. Ebenfalls um 1687 gab es in Gitter im Bereich der Unteren Landwehr im Keller einer Hofstelle einen Eisenerzanbruch.
In einem 1763 im Auftrag des Hildesheimer Fürstbischofs Wilhelm von Westfalen (1763–1789) erstellten Gutachten berichtet der Bergsachverständige G.H.Wolf am 29. März 1794, dass man im Gebiet des Hildesheimer Hochstifts unter anderem genügend Eisenerz finde, dabei verwies er besonders auf eine Grube bei Alt Wallmoden. Schon 1750 war diese Fundstelle auf der Erzwiese von Könneckenrode bekannt, das dort gefundene Erz wurde von Bauern an der Innerstefurt bei Hohenrode verhüttet.
In den Jahren 1858/59 teufte die Lüneburger Bergwerksgesellschaft an der Unteren Landwehr bei Gitter einen Schürfschacht. Aus dieser Zeit ist auch der Betrieb der anderen Gitterschen Erzfelder Ferdinandine und Gut Glück belegt. Diese Längenfelder wurden 1868 in das Geviertfeld Salzgitter umgewandelt. Das Feld wurde von den AG Eisenwerke Salzgitter erworben, die zwischen 1869 und 1874 am nahegelegenen Gittertor (damals Teil der Ortschaft Gitter) ein Hüttenwerk mit zwei Hochöfen betrieb.
Der Ausgang des Deutsch-Französischen Krieges 1870/71 und die zunehmende Konzentration auf dem Gebiete der Stahlverarbeitung leitete einen Niedergang des Hüttenwesens und des Erzbergbaus im Salzgittergebiet ein. Zum einen war jetzt der Einsatz der hochwertigeren Minette-Erzen aus Lothringen möglich, zum anderen wurden auch die Fe-reicheren Schwedenerze vermehrt und preiswerter angeboten. Und nicht zuletzt waren die Probleme zur Verhüttung der sauren Salzgitter-Erze noch nicht zufriedenstellend gelöst, andere Erze konnten wirtschaftlicher und unter Erzielung besserer Stahlqualitäten verarbeitet werden.
Erst als nach Ende des Ersten Weltkrieges die lothringischen Erze nicht mehr zur Verfügung standen, interessierte man sich wieder verstärkt für die heimischen Erze. Im Salzgitter-Gebiet untersuchte ab 1919 die „Erzstudiengesellschaft mbH“ – ein Konsortium der Ruhrhütten – unter der Leitung des Bergassessors Johann Müller-Liebenau die hiesigen Erzvorkommen. Die Untersuchungen wurden von dem Geologen Johannes Weigelt durchgeführt, der später eine Professur in Halle annahm. Mit den Bohrungen wurde das heimische Bohrunternehmen von Anton Raky beauftragt. Bei diesen Bohrungen wurde erstmals das bis zu 144 Meter mächtige Erzlager in der Ringelheimer Mulde nachgewiesen, das sich auch außerhalb des Salzgitter-Höhenzuges erstreckte. Der Erzstudiengesellschaft wurden daraufhin 1923 die Felder Anna und Johannes verliehen. Die Gewerkschaft Widukind wiederum übernahm 1926 die Felder am Galberg und bei Gitter, die nach 1927 in den Besitz der Vereinigten Stahlwerke (VESTAG) übergingen.
Abbau wurde in diesen Jahren nur in geringem Umfang betrieben und Ende 1929 wurden, bedingt durch die einsetzende Weltwirtschaftskrise, alle Aktivitäten auf diesem Gebiet eingestellt. Erst 1934/35 nahmen die Vereinigten Stahlwerke ihre bergbaulichen Aktivitäten im Salzgitter-Gebiet wieder auf. Zunächst südlich von Salzgitter in den Grubenfeldern Ida und Fortuna, ab 1935 auch in den Feldern Segen Gottes (Finkenkuhle) und Morgenröthe (Galberg). 1936 wurde bei Gitter ein Schürfgraben angelegt, durch den ein beträchtliches Erzlager aufgeschlossen wurde, dessen Fe-Gehalt mit etwa 30 % aber nur mäßig war. Ab August 1936 wurde bei Gitter ein hölzerner Geviertschacht (Querschnitt 4,3 × 2,6 m) bis zunächst 95 m Teufe niedergebracht. Am Galberg, etwa 700 m nördlich von Gitter, wurde ab Januar 1937 ein ebenfalls hölzerner Geviertschacht (Querschnitt 4,5 × 2,5 m) bis auf 84 Meter abgeteuft, zu dem in 80 Meter Teufe von der Grube Finkenkuhle ein Wetterstollen aufgefahren wurde.

## Betrieb bis 1945

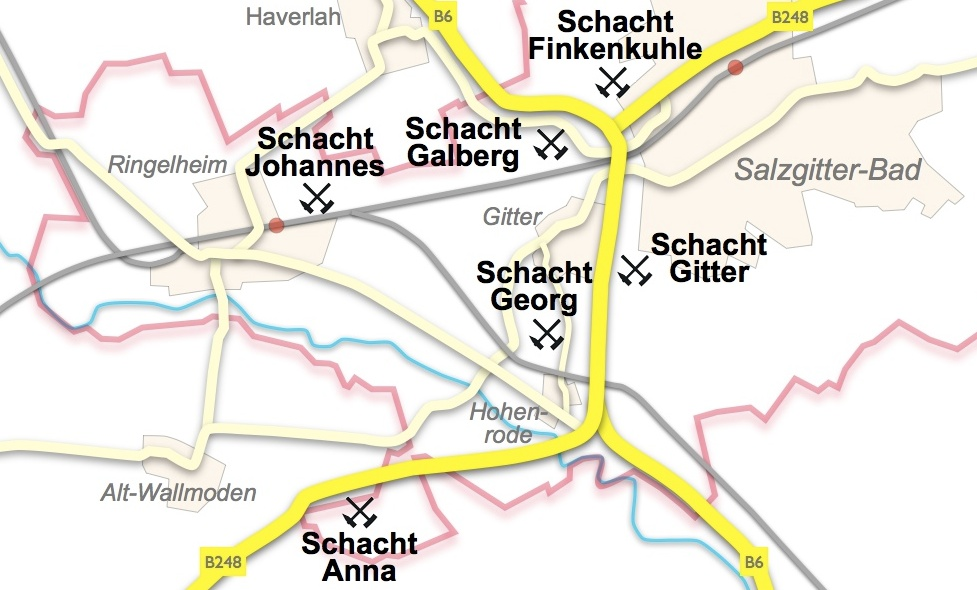
Karte der Erzbergbau-Schachtanlagen im Süden Salzgitters

Am 23. Juli 1937 trat die Verordnung über den Zusammenschluss von Bergwerksanlagen in Kraft. Im gesamten Salzgitter-Gebiet übernahmen die Reichswerke Hermann Göring zum 1. Oktober 1937 die Bergwerksaktivitäten der Vorbesitzer. Im Gebiet zwischen Gitter und Ringelheim wurden umfangreiche Erkundungsbohrungen niedergebracht und reflexionsseismische Untersuchungen durchgeführt, um das Ausmaß des Erzlagers zu ermitteln.
Die auf diese Erkundungen basierenden Pläne der Reichswerke sahen vor, die verschiedenen Teile des Erzlagers sowohl durch die bestehenden Anlagen (Finkenkuhle, Gitter und Galberg) abzubauen, als auch neue Schächte zur Erschließung abzuteufen. Die Erzlager im Raum Salzgitter-Bad sollten bis zu einer Teufe von 220 Metern durch die Grube Finkenkuhle im Tagebau und Tiefbau abgebaut werden. Die Schachtanlage Gitter sollte den Abbau des südlich davon gelegenen Lagers bis zu einer Teufe von 364 Metern übernehmen. Der tiefer gelegene Teil bis zu einer Teufe von 830 Metern sollte durch die Schachtanlage Georg erschlossen werden, während die zwischen 1000 und 1400 Meter in der Ringelheimer Mulde liegenden Erzlager über das Bergwerk Ringelheim mit dem Förderschacht Johannes abgebaut werden sollten. Als Wetterschacht für alle Gruben sollte Schacht Galberg dienen, zusätzlich sollte östlich von Alt Wallmoden Schacht Anna als weiterer Wetterschacht abgeteuft werden.
Letztlich wurden diese Planungen aber nicht vollständig umgesetzt. Schacht Johannes wurde nur bis 941 Meter geteuft, erreichte also das ab 1000 Meter beginnende Lager nicht, und wurde nur als Wetterschacht genutzt. Schacht Anna wurde niemals fertiggeteuft und auch nicht in Betrieb genommen.

### Schacht Galberg
Bereits 1924 hatte die Rombacher Hütte im Tagebau der Grube Finkenkuhle einen Bremsberg niedergebracht, über den das Feld Morgenröthe am Galberg aufgeschlossen wurde. Anfang 1937 wurde von den Vereinigten Stahlwerken ein hölzerner Geviertschacht bis zu einer Teufe von 84 Metern niedergebracht. Zeitgleich war von der Grube Finkenkuhle aus ein Wetterstollen zum Schacht Galberg aufgefahren worden, der bei 80 Meter Teufe mit dem Schacht durchschlägig wurde und der zur Bewetterung des Tiefbaus der Grube Finkenkuhle diente.

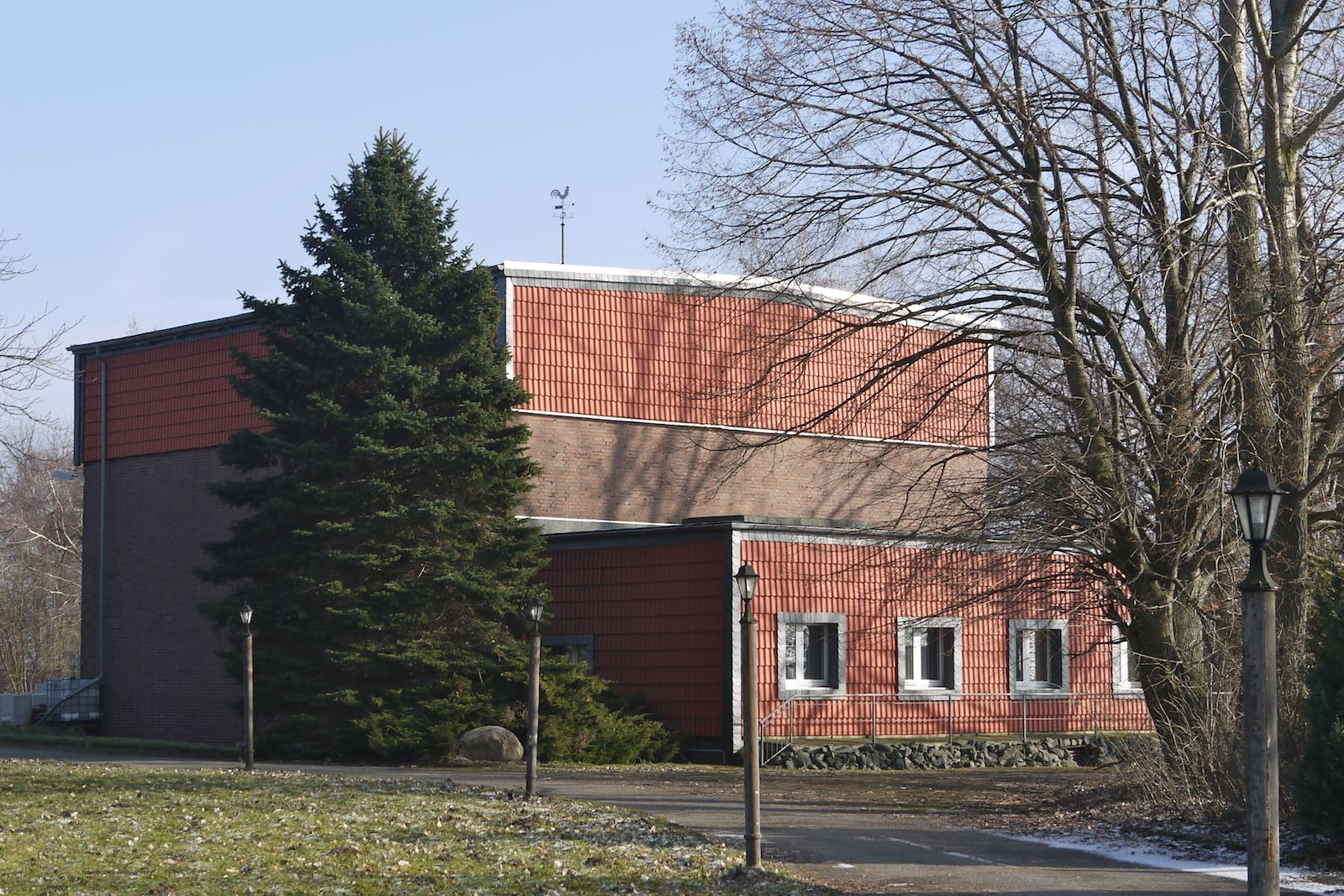
Ehemaliges Maschinenhaus der Schachtanlage Galberg

Zwischen Januar 1938 und Januar 1939 wurde der Schacht Galberg durch die Schachtbaufirma Wagener aus Essen bis 144 Meter weitergeteuft und dabei auf einen Durchmesser von 5 m erweitert. 1940 wurde Schacht Galberg auf seiner 2. Sohle (138,7 m Teufe oder +32,1 m NN) mit der 2. Sohle der Grube Finkenkuhle durchschlägig. Die weiteren Teufarbeiten wurden von der Reichswerken in Eigenregie fortgeführt und im Juli 1941 wurde die vorläufige Endteufe von 440 m erreicht. Noch während der Schachtarbeiten wurden insgesamt fünf Tiefbausohlen angesetzt, die erste bei 79,6 Metern (+91,2 m NN). Die 2. Sohle bei 138,7 Metern Teufe (+32,1 m NN) wurde mit der 2. Sohle der Grube Finkenkuhle durchschlägig. Bei 260,75 m (+89,4 m NN) wurde eine 3. Sohle angelegt, die 4. und 5. Sohle bei 316,25 m (−154,4 m NN) und 435,9 m (−265,1 m NN) Teufe. Galberg wurde als Hauptwetterschacht für die anderen Gruben Gitter, Finkenkuhle und Georg genutzt.
Da dieser Schacht ausschließlich als Wetterschacht ausgelegt war, wurden auch nur wenige Tagesanlagen erstellt, so ein Gebäude für die Fördermaschine, ein Transformatoren- und ein Ventilatorenhaus.

### Schacht Gitter
Nachdem 1936 bei Gitter ein abbauwürdiges Erzlager nachgewiesen worden war, begannen die Vereinigten Stahlwerke (VESTAG) am 9. August 1936 im Erzlager des Feldes Salzgitter mit den Teufarbeiten für einen Holzgeviertschacht, die Arbeiten wurden durch die Betriebsabteilung Fortuna der VESTAG durchgeführt. Der Schacht hatte die Abmessungen 4,3 × 2,6 m und wurde bis zu einer Teufe von 95 Metern niedergebracht.
Nach der Übernahme der Bergwerksanlagen durch die Reichswerke wurde der Schacht Gitter ab Oktober 1938 durch die Essener Firma G.W. Wagener weitergeteuft, im Juni 1939 wurde die Endteufe von 227 Metern erreicht. Es wurden vier Tiefbausohlen bei +127,7 m NN, +84,6 m NN, +28,5 m NN und −31,4 m NN angelegt.
Da das Gelände keinen Eisenbahnanschluss besaß, war der Schacht nicht als Förderschacht ausgelegt und erhielt daher als Tagesanlagen nur Werkstatt, Magazin und Mannschaftsgebäude. Der 18 m hohe Abteufturm wurde nach Abschluss der Teufarbeiten beibehalten und zum Fördergerüst umgebaut, der Schacht wurde als Seilfahrt- und Wetterschacht betrieben. Am 1. September 1939 wurde die 2. Gittersohle (+84,60 m NN) mit der ersten Sohle von Schacht Finkenkuhle durchschlägig und ab dem 18. Dezember 1939 wurden dann die Gittererze über den Schacht Finkenkuhle zu Tage gefördert. Bis dahin hatte man die bei den Ausbauarbeiten angefallenen Erze in der Nähe des Schachtes auf Halde zwischengelagert.
Im August 1939 hatte man mit dem eigentlichen Abbau des Erzes begonnen. Da die Ortschaft Gitter über dem Abbaurevier lag, wählte man zur Vermeidung von Bergschäden als Abbauverfahren den Strebbau mit Bergeversatz. Ab Oktober 1941 wurde dieses Verfahren durch den streichenden Weitungs- bzw. Pfeilerbau mit Spülversatz ersetzt, wobei man die bei der Erzaufbereitung anfallenden „Lurgi-Berge“ als Versatzgut einbrachte. Im Tiefbau außerhalb der Ortschaft arbeitete man nach dem Verfahren des „streichenden oder querschlägigen Schrägbaus“. Zum Einbringen des Versatzes hatte man 1940/41 nordwestlich vom Schacht Gitter von der 1. Gittersohle ein Tagesgesenk von 364 m Teufe niedergebracht, das von den verschiedenen Sohlen sowohl im Hochbruch- als auch im Absenkverfahren erstellt wurde. Dieser Spülschacht (ein Schacht zum Einbringen des Versatzgutes im Spülverfahren) reichte bis zur 7. Gittersohle (−208,5 m NN). Die 6. Sohle bei −148,5 m NN wurde mit der 2. Sohle von Schacht Georg durchschlägig.
Im Dezember 1940 wurde auf der 3. Gittersohle bei Erweiterungsarbeiten im Hangenden das fast sieben Meter lange Skelett eines Ichthyosauriers (Fischsaurier) der Gattung Platypterygius entdeckt. Dieses konnte in den folgenden Monaten auf eine Länge von fünf Metern geborgen werden und wurde unter Leitung des Geologen Johannes Weigelt, der auch Professor für Paläontologie war, zur Präparation an die Universität in Halle a.d. Saale gebracht. Das restaurierte Skelett wurde danach im geologisch-paläontologisches Geiseltalmuseum in Halle ausgestellt. Im Jahr 2000 wurde es nach Salzgitter überführt, wo es seitdem im Städtischen Museum im Schloss Salder gezeigt wird.
Für die Reichswerke war es vorrangig, neben dem Aufbau neuer Bergwerksanlagen den Abbau und die Förderung von Eisenerz möglichst schnell zu steigern. Wie auch auf den anderen Gruben wurde daher in Gitter die Belegschaft innerhalb kurzer Zeit stark aufgestockt. 1937 waren nur 63 Mann angelegt, zwei Jahre später arbeiteten hier schon 726 Mann und 1940 waren 1003 Bergleute angelegt. In den folgenden Jahren waren die Zahlen leicht rückläufig und 1944 waren nur noch 630 Mann beschäftigt. Zur Belegschaft von Gitter wurden zunächst auch die auf der Grube Georg angelegten Bergleute mitgezählt.
Einen ähnlichen Verlauf zeigten die Angaben für die Jahresförderung der Grube. 1938 waren nur 18.280 Tonnen Erz gefördert worden, 1941 waren es bereits 314.660 Tonnen Erz und 1943 wurde mit 598.570 Tonnen Erz die höchste Jahresförderung erreicht. Der leichte Rückgang auf 517.540 Tonnen im folgenden Jahr war schon ein Zeichen, dass die Vorräte der Grube Gitter fast erschöpft waren.

### Schacht Georg
Der Schacht Georg wurde außerhalb des Erzlagers zwischen den Ortschaften Salzgitter-Hohenrode und Salzgitter-Gitter niedergebracht. Über diesen Schacht sollten die unterhalb des Gitterlagers liegenden Erze bis zu einer Teufe von 830 m gewonnen werden. Der Schacht war als Großschacht angelegt und wurde, wie alle anderen Großschächte in Salzgitter, mit einem Durchmesser von 6,75 m niedergebracht. Die Anlage war nach dem Professor für Bergbau Georg Spackeler benannt worden, den die Reichswerke als Berater für den Aufbau der Erzbergbaus hinzugezogen hatten.
Die Arbeiten am Vorschacht wurden am 11. August 1938 aufgenommen, im Februar 1939 wurden der eigentliche Schachtbau durch die Nordhäuser Firma Gebhard und König begonnen. Im Juli 1940 übernahm die Bergbau AG der Reichswerke die weiteren Schachtarbeiten bei einer Teufe von 436 m, im Dezember 1940 wurden die Arbeiten bei der vorläufigen Endteufe von 587 Metern abgeschlossen.
Über Tage wurde eine Schachthalle mit einem Doppelbockfördergerüst sowie einige provisorische Anlagen errichtet. Der Ausbau der Tagesanlagen wurde 1941 kriegsbedingt eingestellt und erst Anfang der 1950er Jahre wieder aufgenommen. Auch die Funktion als Förder- und Seilfahrtschacht wurde erst lange nach dem Kriege (1953) aufgenommen, als der bis dahin zur Seilfahrt genutzte Schacht Gitter stillgelegt wurde.
Im Sommer 1940 wurden auch die ersten drei Tiefbausohlen angelegt, und zwar im seigeren Abstand von 120 Metern bei 191,40 m (−34,2 m NN), 311,10 m (−154,2 m NN) und 431,10 m (−274,2 m NN) Teufe. 1940/41 wurden Durchschläge vom Schacht Georg zu den Schächten Galberg, Gitter und zum Spülschacht Gitter fertiggestellt und somit auch die Wetterführung für den Bereich Georg sichergestellt.
Der Erzabbau im Gebiet der Grube Georg wurde 1942 begonnen, dieser beschränkte sich aber vorerst ausschließlich auf den Bereich oberhalb der 1. Sohle. Da es auf Georg noch keinen Bahnanschluss gab, wurde das hier gewonnene Erz zusammen mit dem Gittererz nach Finkenkuhle gebracht und dort zu Tage gefördert. Daher wurde das Georg-Erz in der Förderstatistik auch nicht gesondert ausgewiesen, sondern wurde Gitter zugerechnet. Auch waren die auf Georg beschäftigten Bergleute in den Belegschaftsangaben für die Grube Gitter enthalten. Da das Erzlager, ähnlich wie bei der Grube Gitter, zum Teil unterhalb der Ortschaft Gitter lag, wählte man als Abbauverfahren auch hier den „Weitungs- und Pfeilerbau mit Spülversatz“. Wie in Gitter wurden als Versatz die als Rückfrachtgut aus der Erzvorbereitung stammenden „Lurgi-Berge“ verfüllt, die über den Spülschacht Gitter eingebracht wurden.

### Schacht Johannes

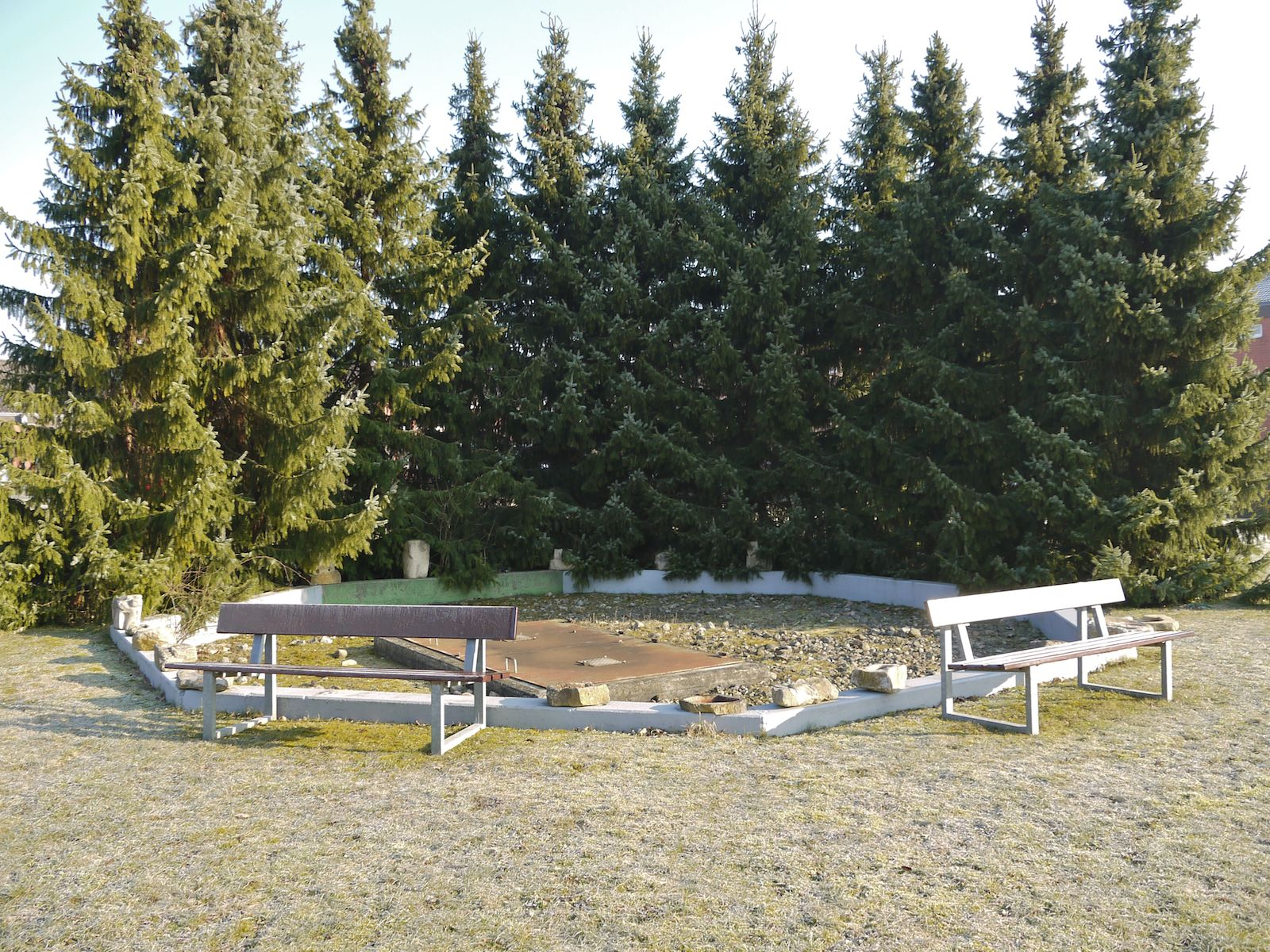
Schachtanlage Johannes – ehemaliger Schacht mit Schachtdeckel

Der Schacht Johannes – benannt nach dem Geologen Johannes Weigelt – lag am östlichen Ortsrand von Salzgitter-Ringelheim in der Nähe des dortigen Bahnhofs und damit etwas außerhalb des Erzlagers. Nach dem ursprünglichen Plan der Reichswerke sollte von hier das in Tiefen zwischen 1000 und 1400 m anstehende Erzlager der Ringelheimer Mulde aufgeschlossen werden, dazu sollte der Schacht eine Teufe von 1150 Metern erhalten. Auch dieser Schacht wurde den Planungen folgend als Großschacht mit einem Durchmesser von 6,75 m niedergebracht.
Die Abteufarbeiten wurden im Januar 1939 aufgenommen, diese wurden an das Nordhäuser Unternehmen Deutsche Schachtbau AG vergeben. Im Juli 1940 übernahm die Bergbau AG der Reichswerke die Arbeiten, die im Oktober 1940 bei einer Teufe von 941 m vorläufig eingestellt wurden. Grund waren auch hier die Auswirkungen des begonnenen Zweiten Weltkrieges, die einen Mangel an Material und erfahrenen Fachkräften zur Folge hatten. Bei 779 m (−634,2 m NN) und 892 m wurden die 1. und 2. Sohle angesetzt.
Zum Bau der Übertageanlagen wurde 1941 der hölzerne Förderturm durch ein eisernes Fördergerüst ersetzt. Als weitere Gebäude wurden neben dem Maschinenhaus zunächst nur Werkstatt, Magazin, Bürobaracke und eine kleine Waschkaue errichtet. 1942 entschlossen sich die Reichswerke, den ursprünglich geplanten weiteren Ausbau zu einer Großschachtanlage auf die Zeit nach dem Krieg zurückzustellen, auch wurden im Grubengebäude alle Aus- und Vorrichtungsarbeiten eingestellt. Der Schacht Johannes hatte somit einzig die Funktion eines Wetterschachtes für die Grube Georg.

### Schacht Anna

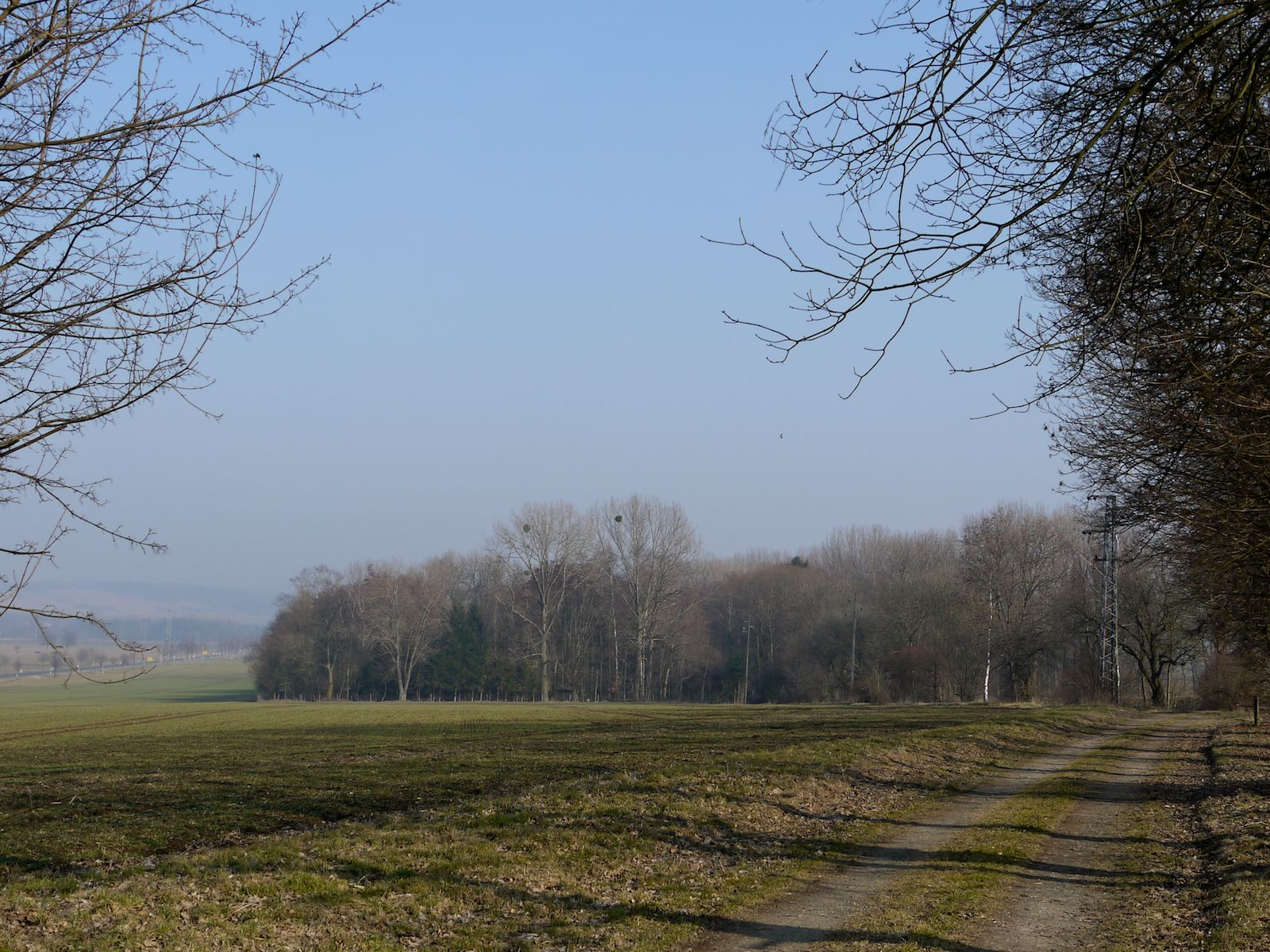
Gelände der ehemaligen Schachtanlage Anna

Der Schacht Anna – benannt nach der Ehefrau von Professor Johannes Weigelt – wurde östlich der Ortschaft Alt Wallmoden auf freiem Felde angesetzt. Zum einen sollte der Schacht als Wetterschacht für das Bergwerk Ringelheim (Schacht Johannes) dienen. Zum anderen sollte von hier die Lagerstätte bei Könneckenrode untersucht und erschlossen werden. Um einen späteren Einsatz als Förderschacht zu ermöglichen, erhielt der Schacht einen Durchmesser von 6 m.
Die Arbeiten am Vorschacht wurden am 9. August 1938 aufgenommen, die eigentlichen Teufarbeiten für den Schacht begannen im November 1939. Es wurden vier Sohlen bei 114, 234, 295 und 415 m angesetzt. Von der 3. Sohle aus wurde ab Oktober 1939 ein Untersuchungsquerschlag in südwestlicher Richtung nach Könneckenrode getrieben. Nachdem der Stollen eine Länge von 650 m erreicht hatte, wurden diese Arbeiten als ergebnislos abgebrochen.
Der Schacht wurde indessen weiter abgeteuft. Als im Oktober 1940 bei einer Teufe von 632 m starke Wasserzuflüsse auftraten, wurden die Arbeiten bei Schacht Anna eingestellt und auch in der Folgezeit nicht mehr aufgenommen. Der Schacht wurde auch nicht an das Grubengebäude Johannes-Georg angeschlossen. Als nach Kriegsende weitere Untersuchungen zeigten, dass ein Abbau des Erzlagers bei Könneckenrode unter wirtschaftlichen Aspekten nicht sinnvoll sei, wurde der Schacht im Juni 1949 abgeworfen und mit einem Betondeckel verschlossen.

### Stand bei Kriegsende
Bis zum Ende des Zweiten Weltkrieges gab es nur auf der Grube Gitter nennenswerte Fördermengen. Auf Georg war 1942 die Förderung zwar ebenfalls aufgenommen worden, es wurden aber nur geringe Mengen Erz abgebaut. Insgesamt waren zwischen 1937 und 1945 im Gebiet der Grube Gitter-Georg etwa 2,18 Millionen Tonnen Erz gefördert worden. Als dann am 10./11. April 1945 die 9. amerikanische Armee das Salzgittergebiet besetzte, wurde der Grubenbetrieb aufgegeben und man ließ die Erzgruben ersaufen.

## Betrieb ab 1946

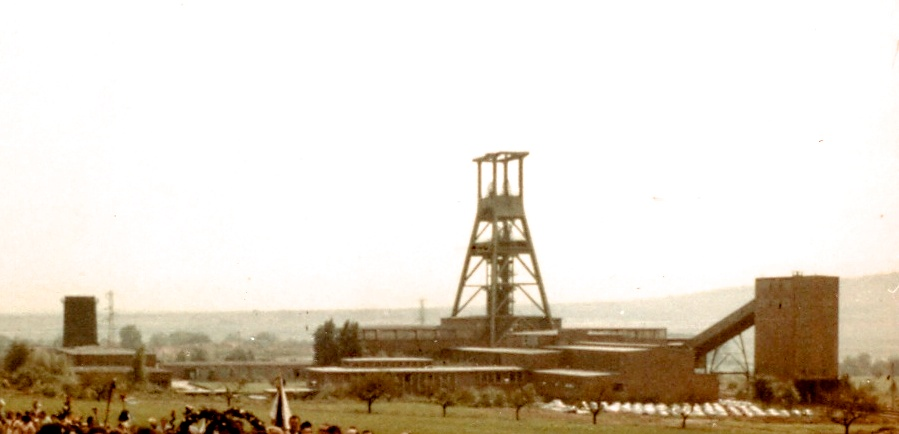
Totalansicht der Schachtanlage Georg – Aufnahme 1961

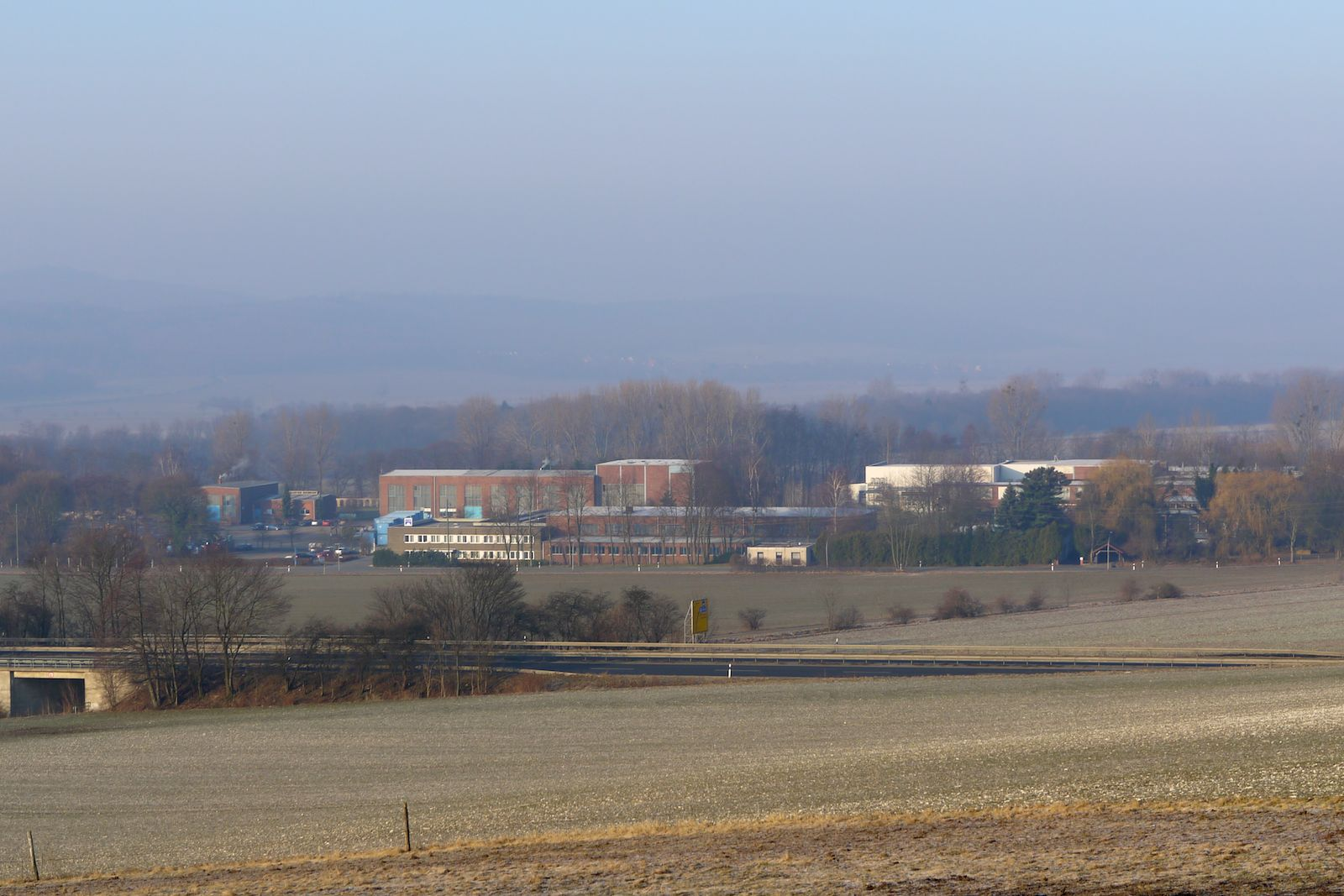
Totalansicht der Schachtanlage Georg – Aufnahme 2011

Die Bergbauanlagen im Salzgittergebiet waren von Zerstörungen durch Kriegseinwirkungen weitgehend verschont geblieben. Dennoch dauerte es längere Zeit, bis der Betrieb wieder aufgenommen wurde. Als erstes konnte naturgemäß der Betrieb in den Tagebauanlagen wieder aufgenommen worden: im November 1945 auf Haverlahwiese und im Frühjahr 1946 folgten Hannoversche Treue und der Tagebau der Grube Finkenkuhle.
Auf der Grube Gitter-Georg gab es erhebliche Probleme bei den Sümpfungs- und Aufwältigungsarbeiten und die Grube konnte erst Mitte 1948 – lange nach den anderen Tiefbaubetrieben Salzgitters – den Betrieb wieder aufnehmen. Mit der Wiederaufnahme wurde die nur noch geringe Förderung aus dem Bereich der Schachtanlage Gitter, die bisher über die Grube Finkenkuhle zu Tage gebracht worden war, zur Grube Georg verlegt und die Grube Gitter wurde organisatorisch der Grube Georg angegliedert.
Auf der Schachtanlage Georg wurde ab Mai 1950 die 4. Sohle bei 551,1 m Teufe (−394,25 m NN) aufgefahren und ab Dezember 1950 wurde Schacht Georg weiter abgeteuft, im September 1952 wurde die neue Endteufe von 829,5 Metern erreicht. Die 5. und 6. Sohle wurden bei 690,5 m und 791 m angelegt. Von der 6. Sohle wurde im Gegenortvortrieb eine Verbindung zur 1. Sohle von Schacht Johannes aufgefahren.
Nach diesen Erweiterungen konnten jetzt auch die tiefer liegenden Lagerstätten der Grube Georg aufgeschlossen werden. Damit entfernte sich auch der Abbau von der Ortschaft Gitter und es war nicht mehr notwendig, die abgebauten Gebiete mit Bergeversatz wieder aufzufüllen. 1952 wurde daher auf Georg das Abbauverfahren auf den „Weitungsbruchbau ohne Versatz“ umgestellt.
Ende 1952 war das im Bereich von Schacht Gitter liegende Erzlager vollständig abgebaut. Im nächsten Jahr wurden auf den oberen drei Sohlen noch Ausraubungsarbeiten durchgeführt, im Dezember 1953 wurde der Gitterschacht verfüllt und mit einem Betondeckel verschlossen.
Nachdem auch der Tagebau der benachbarten Grube Finkenkuhle ausgeerzt und am 31. Oktober 1953 offiziell geschlossen worden war, wurden die Gruben Finkenkuhle und Georg am 1. April 1954 zum „Verbundbergwerk Georg“ zusammengelegt. Die Belegschaft wurde nach Georg verlegt und die im Tiefbau von Finkenkuhle abgebauten Erze wurden jetzt über Schacht Georg zu Tage gebracht. Schacht Georg war nun Förder- und Seilfahrtschacht des gesamten Bergwerks, die Schächte Johannes und Galberg dienten weiter als Wetter- und Wasserlösungsschächte.
Auf der Schachtanlage wurde 1954 ein neues Verwaltungsgebäude gebaut und 1955 wurde begonnen, einen größeren Erzbunker zu errichten. Schließlich wurde 1956 durch den Einbau einer Skipförderanlage auch die Förderkapazität auf 10.000 t/Tag erhöht. Unter Tage wurden im März 1954 die Durchschläge der 4. Finkenkuhle-Sohle mit Schacht Galberg und zwischen Georg und Johannes fertiggestellt. Bis 1960 wurden zwei weitere Gesenke zwischen der 3. und 6. Sohle sowie der 6. und 8. Sohle niedergebracht, über die die tiefer liegenden Partien des Erzlagers gewonnen wurden.
Mit diesem Ausbau erhöhten sich auch die Förderleistungen der Schachtanlage. Waren 1950 nur etwa 33.000 Tonnen Erz gefördert worden, so waren es 1954 bereits 470.000 Tonnen und 1959 wurde mit 1.112.000 Tonnen die höchste Fördermenge in der Geschichte der Grube erreicht. Im gleichen Zeitraum stieg auch die Belegschaftszahl von 202 Bergleuten im Jahr 1950 auf 648 Mann im Jahr 1954. Der höchste Nachkriegsstand wurde bereits 1957 erreicht, als auf der Grube 936 Bergleute arbeiteten. Während die Fördermengen bis 1961 mit etwa 1.000.000 Tonnen konstant blieben, sank die Zahl der Beschäftigten in dieser Zeit infolge der fortschreitenden Mechanisierung und anderer Rationalisierungsmaßnahmen auf 726 Mann ab.
Von der Anfang der 1960er Jahre einsetzenden Krise im Erzbergbau des Salzgittergebietes war die Grube Georg am stärksten betroffen. Grund waren die hohen Betriebskosten, bedingt durch hohe Wasserzuflüsse (2,5 bis 3 Millionen m³ pro Jahr) und die schwierigen Lagerstättenverhältnisse sowie die im Vergleich zu den anderen Gruben ungünstige Erzqualität. Innerhalb von nur zwei Jahren, zwischen 1961 und 1963, musste die Förderung um die Hälfte auf 500.000 Jahrestonnen reduziert werden, im gleichen Zeitraum wurde die Belegschaft von 726 auf 233 Mann reduziert, der größte Teil der Bergleute wurde auf die anderen Bergwerke Salzgitters verlegt.
Im November 1964 wurde beschlossen, die Förderung im Sommer 1965 einzustellen. Die ersten Planungen sahen noch vor, die Grube für eine spätere Wiederaufnahme der Förderung offen zu halten, denn allein im Gebiet der Ringelheimer Mulde waren Erzvorräte von etwa 300 Millionen Tonnen Erz bekannt, die zum Teil eine höhere Erzqualität aufwiesen. Da sich aber die Absatzlage drastisch verschlechterte, wurden diese Pläne geändert und bereits am 25. Februar 1965 verließ der letzte Förderwagen die Grube Georg. In der gesamten Betriebszeit von 1937 bis 1965 wurden von der Grube Gitter-Georg 11,6 Millionen Tonnen Erz gefördert. In dieser Zeit verloren durch Unfälle auf Gitter-Georg 15 Bergleute ihr Leben.

## Rückbau und heutige Nutzung
Die Teufarbeiten am Schacht Anna war 1940 eingestellt worden, der Schacht war nie an das Grubengebäude Gitter-Georg angeschlossen worden. Der Schacht wurde 1949 abgeworfen und verschlossen. Die Tagesanlagen wurden nach Ende des Zweiten Weltkrieges zunächst als Flüchtlingslager genutzt, Mitte der 1950er Jahre wurden das Fördergerüst und die übrigen Gebäude abgerissen, der Schacht wurde 1977 verfüllt. Heute (2011) ist das Gelände überwachsen und wird privat genutzt.
Als erste der betriebenen Bergwerksanlagen wurde der Schacht Gitter Ende 1953 verfüllt und mit einem Betondeckel verschlossen. Von der Tagesanlagen wurden das hölzerne Fördergerüst, die Schachthalle und das Maschinenhaus abgerissen. Die übrigen Gebäude wurden später umgebaut und sind in die Produktionsanlagen des dort ansässigen Industrieunternehmens integriert.
Am 25. März 1965 wurde Schacht Galberg abgeworfen, der Förderturm wurde am 20. Juni 1967 umgelegt. Der Schacht wurde erst im Juli 1973 verfüllt und mit einem Deckel verschlossen. Von den nur wenigen Tagesanlagen blieben das Maschinenhaus und das angrenzende Transformatorenhaus erhalten. Letzteres wurde später zu einem Wohnhaus umgebaut, das Gelände befindet sich in Privatbesitz.
Mit der vollständigen Einstellung des Grubenbetriebes zum 31. Juli 1965 wurde auch Schacht Johannes aufgegeben. Die wenigen Tagesanlagen wurden abgerissen, der Schacht aber erst 1977 verfüllt und mit einem Betondeckel verschlossen. Auf dem Gelände befindet sich heute (2011) ein Rehabilitationszentrum.
Am vollständigsten erhalten geblieben sind die Übertagebauten der Schachtanlage Georg. Der Förderturm von Georg wurde am 6. März 1974 gesprengt, der Schacht wurde verfüllt und am 22. Juli 1974 mit einem Betondeckel verschlossen. Von den Tagesanlagen wurden die Schachthalle, der Verladebunker und der Kühlturm abgerissen. Das Verwaltungsgebäude, die Maschinenhäuser, Mannschafts- und Kauengebäude und die Werkstätten blieben erhalten und werden heute (2011) von verschiedenen Unternehmen gewerblich genutzt.